# ۱۲۴۶ (خورشیدی)
۱۲۴۶ هزار و دویست و چهل و ششمین سال هجری خورشیدی است.

## رویدادها
- علی‌اکبر داور : سیاستمدار دوره رضا شاه پهلوی.

## زادگان
- ملک فواد، پادشاه مصر و پدرزن سابق محمدرضاشاه پهلوی